# TeamXbox
A TeamXbox egy a Microsoft Xbox és Xbox 360 platformokra kiadott játékokkal foglalkozó weboldal.
A TeamXbox-ot 2000-ben indította Brent „Shockwave” Soboleski és Steve „Bart” Barton. 2001-ben Barton, Soboleski és Sol Najimi az MSXbox-tól megegyeztek, hogy az MSXbox fórumait egyesítik a TeamXbox oldalával így létrehozva az egyik legnagyobb Xbox-al foglalkozó weboldalt. 2003-ban az IGN Entertainment, Inc. felvásárolta a TeamXbox-ot.